# Philodromus mohiniae
Philodromus mohiniae là một loài nhện trong họ Philodromidae.
Loài này thuộc chi Philodromus. Philodromus mohiniae được Benoy Krishna Tikader miêu tả năm 1966.